# Cosmos: Călătorie în Univers
Cosmos: Călătorie în Univers este un serial în 13 părți scris de Carl Sagan, Ann Druyan, și Steven Soter, și prezentat de Carl Sagan. Serialul a fost produs de Adrian Malone, David Kennard, Geoffrey Haines-Stiles și Gregory Andorfer, și regizat de producători și David Oyster, Richard Wells, Tom Weidlinger, și altii. A acoperit un domeniu larg de subiecte științifice inclusiv originea vieții și locul nostru în univers.
Serialul a fost inițial difuzat de postul de televiziune publică american PBS (Public Broadcasting Service în 1980 și a fost emisiunea cu cea mai mare audiență din istoria televiziunii publice americane până la documentarul "Război și Pace" (1990). Este în continuare unul din cel mai urmărite emisiuni PBS din lume  
A câștigat premiile Emmy și Peabody și a fost difuzat în peste 60 de țări și urmărit de peste 600 milioane de oameni conform the Science Channel. Cartea Cosmos scrisă de Carl Sagan prezintă ideile expuse în serial.

## Rezumat
Cosmos a fost produs între 1978 și 1979 de postul american de televiziune publică PBS cu un buget de aproape 6.3 milioane dolari (plus încă 2 milioane alocate pentru reclamă). Realizarea documentarului se aseamană cu realizarea altor documentare BBC precum Civilisation, The Ascent of Man și Life on Earth. Spre deosebire de alte seriale filmate în întregime pe film cinematografic, pentru Cosmos s-au folosit casete video pentru scenele interioare și efecte speciale și film cinematografic pentru imagini exterioare.
Serialul a fost remarcat pentru efectele speciale. S-au folosit modele de dimensiuni reduse în loc de reproduceri în studio a lumilor prezentate în serial. Muzica filmului include melodii ale compozitorul grec Vanghelis precum Alpha, Pulstar, and Heaven and Hell Part 1(ultima melodie servind ca fundal sonor tematic pentru întregul documentar). În cele 13 ore ale serialului pot fi auzite melodii din câteva albume muzicale precum Albedo 0.39, Spiral, Ignacio, Beaubourg, și China. Succesul mondial al documentarului a contribuit la promovarea muzicii lui Vanghelis care astfel a câștigat o largă audiență internașională.
Turner Home Entertainment a cumpărat Cosmos de la producătorul KCET în 1989. Într-o reeditare a serialului au fost adăugate noi comentarii ale lui Sagan care discută noile descoperiri recente (de după difuzarea inițială a serialului).
Cosmos nu a fost mult timp disponibil din cauza unor probleme cu drepturile de autor pentru coloana sonoră. Dar, a fost reeditat și distribuit în cele din urmă pe DVD în 2000. În 2005 serialul a fost difuzat din nou postul american The Science Channel la aniversarea a 25 de ani de la prima difuzare cu noi efecte speciale și sunet digital. 
Deși Sagan a vorbit deschis despre problemele politice ale timpului (în serial și nu numai), percepția generală a publicului a fost sentimentul lui de minunare față de imensitatea spațiului și timpului.
În România, serialul Cosmos a fost urmărit în anii '80 de un public larg de telespectatori în cadrul emisiunii Teleenciclopedia 

## Episoade

### Episodul 1: "Țărmul Oceanului Cosmic"
- 1. Introducere cu Ann Druyan
  - Beneficiile sfârșitului Razboiului Rece
- 2. Deschidere
- 3. Cosmos
  - Introducere
  - Dr. Sagan lansează o Naveta spațială a imaginației (un puf de păpădie)...
- 4. Naveta Spațială prin univers
  - ...către o sută de miliarde de galaxii...
  - Unde ne aflăm (Grupul Local de galaxii), ani lumină
- 5 Naveta Spațială galactică
  - ...către un miliard de trilioane de stele, Galaxia Andromeda(M31)...
- 6 Naveta Spațială stelară
  - ..către Calea Lactee, globular clusteri, pulsari...
  - ..către o planetă nelocuită, Nebuloasa Orion...
- 7 Naveta Spațială în șistemul solar
  - ..o stea galbenă, nouă planete, o mulțime de sateliți naturali, mii de asteroizi, miliarde de comete și zburând prin Valea Marineris
- 8 Planeta Pământ
  - Eratosthenes și diametrul Pământului
- 9 Biblioteca din Alexandria
  - Orașul de azi Alexandria din Egipt
    - Biblioteca din Alexandria din antichitate
- 10. Vârstele Știintei
- 11. Calendarul Cosmic
  - Calendarul Cosmic: de la începutul Universului până la apariția omului
- 12. Generic

### Episodul 2: "O Voce în Cosmos"
- 1. Introducere
- 2. Nava materie cosmică
- 3. Crabul Heike
  - Povestea crabului Heike și selecția artificială a crabilor care seamană cu luptători samurai
- 4. Selecția artificială
- 5. Selecția naturală
  - Evoluție prin selecție naturală
- 6. Ceasornicarul
  - Intelligent design
- 7. Calendar Cosmic
  - Dezvlotarea vieții în cadrul calendarului cosmic și explozia din Cambrian
  - ADN și functiile sale în creștere, replicare și refacere; mutații
- 8. Evoluția
  - Evoluția animată, de la microorganisme la om
- 9. Grădina Kew - ADN
  - Călătorie în nucleul celulei
- 10. Experimentul Miller-Urey
  - Biochemistria organismelor terestre
  - Creația materiei organice în laborator; experimentul Miller-Urey
- 11. Viața Extraterestră
  - Speculații despre Jupiter și posibilitatea vieții în norii lui Jupiter
- 12. Cosmos 10 ani mai târziu
  - ARN poate controla reacții chimice și să se auto reproduce
  - Cometele au mult material organic

### Episodul 3: "Armonia Lumilor"
- 1. Deschidere
- 2. Astronomi și Astrologi
  - Astronomie vs. astrologie
- 3. Astrologie
  - Observații atente, credință și fraudă
- 4. Legile naturii
- 5. Constelații
  - Constelații și astronomia în vechime
- 6. Astronomi
  - Anasazi un calendar religios
- 7. Ptolemeu/Copernicus
  - Ptolemeu și modelul geocentric
- 8. Kepler
  - Johannes Kepler …
- 9. Kepler și Tycho Brahe
  - … și Tycho Brahe
- 10. Legile lui Kepler
  - Legile lui Kepler pentru mișcările planetelor
- 11. Somnium
  - Prima carte știintifico fantastică - Somnium | Visul
- 12. Generic

### Episodul 4: "Rai și Iad"
- 1. Deschidere
- 2. Rai și Iad
- 3. Evenimentul de la Tunguska
  - Evenimentul de la Tunguska
- 4. Comete
  - Compoziția și originea cometelor
- 5. Coliziuni cu Pământul
  - Asteroizi și cratere de impact
  - Crater pe Lună văzut de călugării de la Canterbury în 1178 (Giordano Bruno (crater))
- 6. Evoluție Planetară
- 7. Venus
  - Teoriile controversate ale lui Immanuel Velikovsky
  - Planeta Venus între ficțiune și adevăr
- 8. Coborare pe Venus
  - Probe spațiale pe Venus
- 9. Schimbare
  - Impactul omului asupra mediului
- 10. Moartea Lumilor
  - Venus este un exemplu de încălzire globală
- 11. Concluzii
- 12. Cosmos 10 ani mai târziu
  - Condițiile de pe Venus - un semnal de alarmă pentru problema încălzirii globale

### Episodul 5: "Planeta Roșie"
- 1. Deschidere
- 2. Marțieni
  - H. G. Wells și Războiul Lumilor
- 3. Lowell
  - Viziunea falsă a lui Percival Lowell despre canalele de pe Marte
- 4. Edgar Rice Burroughs
  - Barsoom (numele planetei Marte dat de marțieni în romanul SF a lui Edgar Rice Burroughs'
- 5. Goddard
  - Robert Goddard și construcția de rachete
- 6. Planete locuite
  - Planete locuite
- 7. Marte
  - Probe spațiale pe Marte
- 8. Programul Viking
  - Progamul Viking și căutarea vieții pe Marte
- 9. Viață pe Marte?
  - Activitatea prietenului lui Sagan, Wolf V. Vishniac
- 10. Mașini pe Marte
  - Sugestiile Institutului Politehnic Rensselaer
- 11. Terraformarea planetei Marte
  - Posibilitatea terraformării planetei Marte și colonizarea umana
- 12. Cosmos - 10 ani mai târziu
  - Marte este relevant pentru schimbările climatice de pe Pământ
  - Oameni pe Marte

### Episodul 6: "Poveștile călătorilor"
- 1. Deschidere
- 2. Voyager
  - Programul Voyager
- 3. Rutele navigatorilor
  - Secole de explorare pe mări și oceane
- 4. Renașterea în Olanda
  - Olanda în secolul 17
  - Persecuția lui Galileo Galilei
- 5. Huygens
  - Viața și munca tatălui Constantijn Huygens și a fiului Christiaan Huygens și a contemporanilor lor
- 6. Huygens - concluzie
  - Descoperirile lui Christiaan Huygens.
- 7. Poveștile călătorilor
  - Exagerări în trecut
- 8. Jupiter
  - Probele spațiale Voyager (prima imagine a planetei Jupiter...
- 9. Europa și Io
  - ....și sateliții naturali ai planetei Jupiter
- 10. Navetele spațiale Voyager
- 11. Saturn și [[Titan (satelit)|Titan
  - Saturn și sateliții săi naturali, inclusiv Titan
- 12. Cosmos - 10 ani mai târziu
  - Reconstrucția lumilor vizitate de Voyager
  - Ultima imagine a Sistemului Solar văzut de sondele Voyager
  - Un punct albastru - viziune a istoriei umane în viitor

### Episodul 7: "Suportul Nopții"
- 1. Deschidere
- 2. Ce sunt Stelele?
- 3. O școală din Brooklyn
- 4. Stelele în mitologie
- 5. Oameni de știintă din Grecia antică
- 6. Știința înflorește
- 7. Democritus
- 8. Pitagora
- 9. Platon și alții
- 10. Distanțe la Stele
  - Christiaan Huygens
- 11. Evidența existenței altor planete
  - Învațând copiii despre Cosmos (2)
- 12. Generic

### Episodul 8: "Călătorii în Spațiu și Timp"
- 1. Deschidere
- 2. Constelații
- 3. Timp și Spațiu
- 4. Relativitate
- 5. Leonardo da Vinci
- 6. Călătorii Interstelare
- 7. Călătorii în Timp
- 8. Sisteme Solare
- 9. Istoria vieții
- 10. Dinozauri
- 11. Immensitatea Spațiului
- 12. Cosmos - 10 ani mai târziu

### Episodul 9: "Viața Stelelor"
- 1. Deschidere
- 2. Plăcintă de Mere
- 3. Numere foarte mari
- 4. Atomi
- 5. Elemente chimice
  - Tabelul periodic al elementelor
- 6. Forțe Nucleare
  - Protoni și neutroni
- 7. Stelele și Soarele nostru
- 8. Moartea Stelelor
- 9. Pulbere de Stele
- 10. Gravitație în lumea minunilor
- 11. Copiii stelelor
- 12. Cosmos - 10 ani mai târziu

### Episodul 10: "La Marginea Eternității"
- 1. Deschidere
- 2. Big Bang
- 3. Galaxiile
  - Tipuri de galaxii
- 4. Anomalii Astronomice
  - Coliziuni galactice, quasari
- 5. Efectul Doppler
- 6. Humason
  - Viața și munca lui Milton L. Humason
- 7. Dimensiuni
- 8. Universul
- 9. India
- 10. Universul oscilant
- 11. VLA - Telescop urias în New Mexico
- 12. Cosmos - 10 ani mai târziu

### Episodul 11: "Persistența Memoriei"
- 1. Deschidere
- 2. Inteligență
- 3. Balene
- 4. Genele și ADN
- 5. Creierul
- 6. Orașul
- 7. Biblioteci
- 8. Cărțile
- 9. Computere
- 10. Alte creiere
- 11. Voyager
- 12. Generic

### Episodul 12: "Enciclopedia Galactică"
- 1. Deschidere
- 2. Întâlniri cu extratereștri
- 3. Remarci
- 4. OZN-uri
- 5. Egiptul lui Champollion
- 6. Hieroglife
- 7. Rosetta Stone
- 8. SETI
- 9. Radiotelescopul Arecibo
- 10. Ecuația lui Drake
- 11. Enciclopedia Galactică
- 12. Cosmos - 10 ani mai târziu

### Episodul 13: "Cine reprezintă Pământul?"
- 1. Deschidere
- 2. Indienii Tlingit și Azteci
- 3. Cine reprezintă Pamantul?
- 4. Război nuclear și balanța terorii
- 5. Biblioteca din Alexandria
- 6. Hypatia
- 7. Big Bang și viața în univers
- 8. Evoluția vieții
- 9. Pulbere de stele
- 10. Ce au făcut oamenii
- 11. Noi reprezentăm Pământul
- 12. Cosmos - 10 ani mai târziu